# Это сильнее меня
«Это сильнее меня» — советский художественный фильм 1973 года, снятый режиссером Фёдором Филипповым на киностудии «Мосфильм».
Премьера состоялась 4 марта 1974 года. Фильм — один из лидеров кинопроката СССР 1974 года, его посмотрело 21,9 млн зрителей.

## Сюжет
Макар Истомин после двух лет в колонии возвращается в родной город и устраивается работать газосварщиком на судоремонтный завод. Ему помогает бригадир Алексей Углов, не подозревающий, что у Макара есть давние чувства к Тане, в которую влюблён и он сам. Таня, ранее жившая у отчима-спекулянта, сначала настороженно относится к Макару, но вскоре осознаёт, что все ещё любит его, несмотря на прошлые обиды.

## В ролях
- Александр Михайлов — Алексей Углов
- Иван Гаврилюк — Макар Истомин
- Валентина Малявина — Таня Сереброва
- Юрий Гончаров — Николай
- Ефим Копелян — стармех
- Ксения Минина — Варя
- Альберт Иричев — главный инженер
- Мария Пастухова — Наталья Фоминична
- Виктор Филиппов — Ракитин
- Рамаз Гиоргобиани — Резо
- Александр Жеромский — Костя
- Наталья Воробьёва — Маша
- Наталья Гурзо — Лена
- Сергей Свечников — Гена
- Михаил Горносталь — Олег
- Гунтис Пилсумс — Эрнест
- Игорь Янковский — Иван
- Иван Савкин — капитан
- Борис Новиков — фарцовщик
- В эпизодах:
- Вера Бурлакова
- Анатолий Голик
- Сергей Простяков
- Георгиос Совчис
- Надежда Самсонова
- Татьяна Ухарова

## Съёмочная группа
- Автор сценария: Алексей Симуков
- Режиссёр-постановщик: Фёдор Филиппов
- Оператор-постановщик: Эра Савельева
- Художник-постановщик: Анатолий Кузнецов
- Композитор: Оскар Фельцман
- Автор текстов песен: Роберт Рождественский
- Звукооператор: Николай Кропотов
- Режиссёр: Анатолий Дудоров
- Операторы: И. Штанько, В. Михайлов
- Костюмы: В. Годин
- Грим: В. Львов
- Монтажёр: Ирма Цекавая
- Художник-декоратор: Ю. Усанов
- Ассистенты режиссёра: Л. Королева, В. Дробышев
- Ассистент оператора: В. Львов
- Оператор комбинированных съёмок: Ванда Рылач
- Художники комбинированных съёмок: Людмила Александровская, Оксана Казакова
- Консультанты: Г. Тигранов, В. Прокушев
- Редактор: Эдгар Смирнов
- Музыкальный редактор: Раиса Лукина
- Дирижёр Государственного симфонического оркестра кинематографии: Эмин Хачатурян
- Директор картины: С. Марин

## Технические данные
- Формат: Широкоэкранный
- Цветность: Цветной
- Количество частей: 9
- Метраж: 2490 метров
- Киностудия: Мосфильм
- Год производства: 1973

## Критика
Кинокритик Валентина Иванова, в своей рецензии на страницах газеты «Советская культура», охарактеризовала фильм как «красиво и архаично снятый», и как «картину, снятую в духе нехитрых истин, которые она проповедует».